# Leptodictya plana
Leptodictya plana är en insektsart som beskrevs av Heidemann 1913. Leptodictya plana ingår i släktet Leptodictya och familjen nätskinnbaggar. Inga underarter finns listade i Catalogue of Life.